# South African Reserve Bank Building
Le South African Reserve Bank Building est un immeuble de 150 mètres de hauteur construit à Pretoria en Afrique du Sud de 1986 à 1988. 
C'est le plus haut immeuble de Pretoria et le cinquième plus haut d'Afrique du Sud.
Il abrite le siège de la Banque centrale sud-africaine.
L'immeuble a été conçu dans un style post-moderne par l'agence sud-africaine Burg Doherty Bryant + Partners